# Maglić (Bački Petrovac)

Vojvodina in Serbien

Maglić (serbisch-kyrillisch Маглић) oder Bački Maglić (serbisch-kyrillisch Бачки Маглић), deutsch Bulkes, serbisch bis 1949 Buljkes, ungarisch Bulkesz oder Bulkeszi, ist eine Ortschaft der Gemeinde Bački Petrovac, die in der autonomen Provinz Vojvodina, in der Republik Serbien liegt.

## Geschichte
Das Dorf wurde unter dem Namen Bulkes 1786 in der Pannonischen Tiefebene zwischen Donau und Theiß von deutschen Siedlern erbaut. Bis 1944 war es eine rein deutsche, evangelische Gemeinde. Im Jahr 1931 hatte sie laut Volkszählung rund 2850 Einwohner.
1944 bis 1945 wurde die deutsche Bevölkerung vertrieben und interniert.
Im Mai 1945 wurde durch die jugoslawische Regierung 4650 Griechen in Bulkes angesiedelt.
Die letzte Besiedlung des Dorfes begann Ende 1949 und endete um 1953. Die neuen Siedler, hauptsächlich Serben, kamen in mehreren Wellen aus ganz Jugoslawien. 1949 wurde Bulkes in Maglić umbenannt.
Am 11. September 2011 wurde im Ort ein Gedenksymbol für die im Zeitraum 1944–1947 in verschiedenen Internierungs- und Arbeitslagern in und außerhalb Jugoslawiens umgekommenen Zivilpersonen aus der deutschen Bevölkerung von Bulkes eingeweiht. Die Gedenkfeier fand im Beisein des Bürgermeisters von Maglić, angereister Angehöriger und Vertreter von donauschwäbischen Landsmannschaften sowie politischer Vertreter aus der Vojvodina und einer Vertreterin der deutschen Botschaft statt. Das dreiflügelige Gedenksymbol aus schwarzen Marmortafeln, das von der Gemeinde Maglić und Spenden der Angehörigen finanziert wurde, enthält auf seinen sechs Seiten die Namen der 833 (achthundertdreiunddreißig) in den Lagern umgekommenen Bulkeser Zivilpersonen (Kinder, Frauen und Alte).

### Heimatausschuss
Anfang der 1950er Jahre wurde für die Bulkeser ein sogenannter Heimatausschuss, eine Art Gemeinderat, ins Leben gerufen. Die ersten Aufgaben waren das Wiederfinden der in aller Welt zerstreuten Bulkeser und die Organisation der Heimattreffen. Die Räume um Kirchheim unter Teck und Wien wurden Mittelpunkte des Geschehens der Heimatgemeinschaft.

Das erste Heimattreffen fand 1951 in Holzmaden statt. Nach 1952 in Neunkirchen (Baden), finden die Treffen seit 1954 alle zwei Jahre zu Pfingsten in der Patenstadt Kirchheim unter Teck statt.

### Patenschaft
1966 übernahm die Stadt Kirchheim unter Teck die Patenschaft über die Gemeinde Bulkes.

### Heimatstube
Auf Initiative der Heimatortsgemeinschaft erfolgte 1976 die Einrichtung einer Heimatstube im Spital. Seit 1991 befindet sie sich in dem unter Denkmalschutz stehenden städtischen Museumsgebäude. 2012 wurde die Bulkeser Heimatstube aufgelöst, die Objekte kamen in die Bestände des Stadtarchivs Kirchheim.
Die Sammlung umfasst Trachten, Stickereien, Gebrauchsgegenstände aus Haus- und Landwirtschaft, Architekturmodelle, Gemälde und Grafiken. Zusätzlich geben Bild- und Archivmaterialien Einblicke in das einstige Leben im Ort.

## Töchter und Söhne
- Fritz Jung (* 29. September 1923), Regierungsangestellter der SPD, ab 1966 Erster Bürgermeister von Kaufering in Oberbayern.[2]